# František Dibarbora
František Dibarbora (* 19. November 1916 in Pressburg, Österreich-Ungarn; † 4. September 1987 Bratislava, Tschechoslowakei) war ein tschechoslowakischer Schauspieler.

## Laufbahn
Dibarbora war der Sohn eines aus Italien stammenden Eisenbahners, der den Familiennamen Di Barbora trug. In seiner Jugend trat er als Eishockeyspieler in Erscheinung.
Auf Anraten des Vaters besuchte Dibarbora bis 1938 das Bratislavaer Konservatorium für Musik und Theater, wo Janko Borodáč sein Lehrer war. Noch als Student spielte er für das Slowakische Nationaltheater und gehörte dort von 1938 und 1940 sowie von 1942 bis 1946 zum Ensemble. In der Zwischenzeit war er Operettendarsteller. Bis 1952 war Dibarbora an der Neuen Bühne in Bratislava beschäftigt und wurde v. a. in Komödien eingesetzt. Anschließend kehrte er zum Nationaltheater zurück und spielte dort bis zum Renteneintritt 1982. Außerdem unternahm er Tourneen mit Varietékünstlern und Musikern.
Seit den späten 1930er Jahren trat Dibarbora auch als Filmschauspieler in Erscheinung. Der dunkelhaarige Mime gab vereinzelt Hauptrollen, u. a. in dem Märchenfilm Astronom und Edelmann (1960). Er arbeitete mit bekannten Regisseuren wie František Čáp und Bořivoj Zeman zusammen. In den 1980er Jahren war Dibarbora auch häufig fürs Fernsehen tätig, seine Filmografie umfasst über 180 Produktionen. Außerdem beteiligte er sich als Sprecher an zahlreichen Rundfunksendungen.
Neben seiner künstlerischen Laufbahn lehrte Dibarbora an der Hochschule für Musische Künste Bratislava (VŠMU) und war in der Slowakischen Künstlergewerkschaft aktiv.
Er war Träger diverser Auszeichnungen, u. a. des Nationalpreises für die Rolle in Vlčie Diery (1948) von Paľo Bielik, mit dem er mehrerer Filme drehte. Seit 1966 trug er den Titel Verdienter Künstler.
Dibarbora war in erster Ehe mit der aus wohlhabender Familie stammenden Anna Bottová verheiratet. Sie verließ ihn jedoch für seinen guten Freund, den Schauspieler und Sänger František Zvarík. Bottová nahm sich später das Leben, da Zvarík sie betrog. Die zweite Ehe ging Dibarbora mit der Dramaturgin Květuše Dibarborová (1924–2004) ein, beide hatten zusammen einen Sohn namens Michal.
Dibarbora starb an den Folgen eines Verkehrsunfalls, sein Grab befindet sich in Bratislava auf dem Urnenhain zwischen Lamač und Záhorská Bystrica.

## Theaterarbeit (Auswahl)
- Der Revisor
- Der Menschenfeind
- Der Menschenfeind
- Bratři Karamazovi – nach Die Brüder Karamasow
- Tarelkins Tod
- Der Kirschgarten

## Filmografie (Auswahl)
- 1947: Lockende Ferne (Varúj...! )
- 1950: Die Talsperre (Priehrada)
- 1953: Urlaub mit Engel (Dovolená s Andělem)
- 1954: Freitag der 13. (V piatok trinásteho)
- 1957: Die letzte Hexe (Posledná bosorka)
- 1958: Das Glück kommt am Sonntag (Šťastie príde v nedeľu)
- 1959: Der Mann, der nicht zurückkehrte (Muž, ktorý sa nevrátil)
- 1960: Astronom und Edelmann (Pán a hvezdár)
- 1961: Fußballfanatiker im Abseits (Skalní v ofsajde)
- 1964: Allein im Felde (Sám vojak v poli) (Fernsehfilm)
- 1966: Der Tod kommt im Regen (Smrť prichádza v daždi)
- 1968: Die wahnsinnig traurige Prinzessin (Šíleně smutná princezna)
- 1971: Ungewöhnliche Geschichten (Zaprášené histórie) (Fernsehserie, eine Folge)
- 1977: Louis Pasteur (TV-Miniserie, eine Folge)
- 1986: Safari (Fernsehserie)
- 1986: Frankensteins Tante (Frankensteinova teta) (Fernsehserie)
- 1987: Der Ochsenkrieg (TV-Miniserie, eine Folge)